# طب نفسي حيوي
الطب النفسي البيولوجي أو الطب النفسي الحيوي، هو نهج للطب النفسي يهدف إلى فهم الاضطراب العقلي من ناحية الوظيفة الحيوية للجهاز العصبي. وهو متداخل التخصصات في نهجه ويعتمد على العلوم مثل علم الأعصاب وعلم الأدوية النفسي والكيمياء الحيوية وعلم الوراثة وعلم التخلق وعلم وظائف الأعضاء للتحقيق في الأساس البيولوجي للسلوك وعلم الأمراض النفسي. الطب النفسي الحيوي هو التخصص الطبي الذي يُعنى بدراسة الوظيفة الحيوية للجهاز العصبي في الاضطرابات العقلية.
في حين يوجد بعض التداخل بين الطب النفسي الحيوي وعلم الأعصاب، إلا أن الأخير يركز عمومًا على الاضطرابات التي يظهر فيها تشريح مرضي كبير ومرئي للجهاز العصبي، مثل الصرع والشلل الدماغي والتهاب الدماغ والتهاب الأعصاب ومرض باركنسون والتصلب المتعدد. هناك بعض التداخل مع الطب النفسي العصبي، والذي يُعنى نموذجيًا بالاضطرابات السلوكية في سياق اضطراب دماغي ظاهر. في المقابل، يصف الطب النفسي الحيوي المبادئ الأساسية، ثم يتعمق في الاضطرابات المتنوعة. وهي مبنية لتتبع تنظيمات الدي إس أم 4، الذي يعد الدليل الأول للتشخيص والتصنيف في الطب النفسي. تستكشف المساهمات في هذا المجال الوظيفة التشريحية العصبية والتصوير وعلم النفس العصبي واحتمالات العلاج الدوائي للاكتئاب والقلق واضطرابات المزاج وتعاطي المخدرات واضطرابات الأكل والفصام والاضطرابات الذهانية واضطرابات الإدراك والشخصية.
لا يتعارض الطب النفسي الحيوي مع النهج الأخرى للأمراض النفسية، ولكن قد يحاول ببساطة أن يتعامل مع الظواهر بمستويات مختلفة من التفسير. أدى التركيز على الوظيفة الحيوية للجهاز العصبي إلى إيلاء أهمية كبيرة للطب النفسي الحيوي في تطوير ووصف العلاجات الدوائية للاضطرابات العقلية.
ولكن في الممارسة العملية، يدعو الأطباء النفسيون إلى استعمال كلتي المعالجتين الدوائية والنفسية لعلاج الأمراض العقلية. تُجرى هذه المعالجة بشكل أشيع لدى الأطباء النفسيين السريريين والمعالجين النفسيين والمعالجين المهنيين والعاملين في مجال الصحة العقلية ممن هم متخصصون ومدربون في النهج غير الدوائية.
يمتد تاريخ هذا المجال إلى الطبيب الإغريقي القديم أبقراط، ولكن استُخدمت عبارة «الطب النفسي البيولوجي» لأول مرة في الأدب العلمي في استعراض النظراء في عام 1935. وتُستخدم هذه العبارة في الولايات المتحدة بشكل أكبر بالمقارنة مع بعض البلدان الأخرى مثل المملكة المتحدة. ومع ذلك، فإن هذا المجال لا يخلو من الناقدين، ويستخدم هؤلاء الناقدون أحيانًا عبارة «الطب النفسي البيولوجي» كنوع من السخرية.

## المجال والتعريف المفصل
الطب النفسي الحيوي فرع من فروع الطب النفسي، يركز على البحث وفهم الأساس الحيوي للاضطرابات العقلية الرئيسية، مثل الاضطرابات المؤثرة بالمزاج كأحادي القطب وثنائي القطب والفصام والأمراض العقلية العضوية كمرض الزهايمر. اكتُسبت هذه المعرفة باستخدام تقنيات التصوير وعلم الأدوية النفسية والكيمياء المناعية العصبية وما إلى ذلك. كان اكتشاف التفاعل المفصل بين النواقل العصبية وفهم بصمة الأدوية النفسية على النواقل العصبي مثل الكلوزابين نتيجة مفيدة للبحث.
على المستوى البحثي، تشمل كل الأسس الحيوية المحتملة للسلوك: الأسس الكيميائية الحيوية والوراثية والوظيفية والعصبية والتشريحية. أما على المستوى السريري، تشمل علاجات متنوعة مثل الأدوية والحمية وتجنب الملوثات البيئية والتمرين والتخفيف من الآثار الضارة لضغوط الحياة، والتي يمكن أن تسبب جميعها تغييرات كيميائية حيوية مقيسة. يأخذ الطبيب النفسي الحيوي كل الأسباب المرضية المحتملة هذه بعين الاعتبار أثناء علاج اضطرابات الصحة العقلية.
ومع ذلك، لا يقصي الطبيب النفسي الحيوي عادة نهج التحليل النفسي (علاجات الكلام). يتضمن تدريب الطبيب النفسي بشكل عام كلًا من النهج الديناميكي النفسي والحيوي. وفقًا لذلك، يرتاح الأطباء النفسيون للنهج المزدوجة عادةً: «الأساليب العلاجية النفسية لا غنى عنها إلى جانب العلاج الدوائي في العيادة النفسية الحديثة».

## أساس الطب النفسي الحيوي
طور سيغموند فرويد العلاج النفسي في بدايات القرن العشرين، وخلال الخمسينيات من القرن العشرين باتت هذه التقنية بارزة في علاج اضطرابات الصحة العقلية.
ولكن في أواخر الخمسينيات من القرن العشرين، طُوِّرت أول الأدوية الحديثة المضادة للذهان والمضادة للاكتئاب مثل الكلوربرومازين (يُعرف أيضًا باسم ثورازين)، وهو أول دواء استُعمل بشكل واسع كمضاد ذهان وصُنِّع في عام 1950، وصُنِّع أيضًا دواء إيبرونيازيد أحد مضادات الاكتئاب الأولى في عام 1957. وفي عام 1959 طُوِّر الإيميبرامين، أول مضاد اكتئاب ثلاثي الحلقة.
بناء على الملاحظات السريرية لنتائج الأدوية السابقة، نُشِرت عام 1965 الورقة الإبداعية بعنوان «فرضية الكاتيكولامينات في الاضطرابات الوجدانية». وفصّلت فرضية «اختلال التوازن الكيميائي» في اضطرابات الصحة العقلية وخاصة الاكتئاب. وشكلت قسمًا كبيرًا من الأساس المفاهيمي للعصر الحديث في الطب النفسي الحيوي.
عُدِّلت الفرضية بشكل واسع منذ ظهورها في عام 1965. تشير أبحاث حديثة إلى الآليات الحيوية المستبطنة الأعمق كأساس محتمل للعديد من اضطرابات الصحة العقلية.
تسمح تقنيات تصوير الدماغ الحديثة بالفحص غير الغازي للوظائف العصبية لدى مرضى اضطرابات الصحة العقلية، ولكن هذا الأمر تجريبي حاليًا. في بعض الاضطرابات، يبدو أن معدات التصوير المناسبة يمكنها أن تكشف بشكل موثوق بعض المشاكل الحيوية العصبية المرافقة. إذا أثبتت الدراسات الإضافية هذه النتائج التجريبية، فإن هذا من شأنه أن يُسَرع الوصول للتشخيص المستقبلي لبعض اضطرابات الصحة العقلية باستخدام هذه الطرق.
من المصادر الأخرى للبيانات التي تشير إلى وجود جانب حيوي لبعض اضطرابات الصحة العقلية هو الدراسات التوأمية. التوائم الحقيقية لها نفس الحمض النووي، ولذلك قد تشير الدراسات المبنية بدقة إلى الأهمية النسبية للعوامل البيئية والوراثية في تطور اضطراب صحة عقلية معين.
تشكل نتائج هذا البحث والفرضيات المرافقة أساسًا للطب النفسي الحيوي والنهج العلاجية في الأماكن السريرية.

## مجال العلاج النفسي الحيوي السريري
بما أن العديد من العوامل الحيوية تستطيع التأثير في المزاج والسلوك، يقيّم الأطباء النفسيون هذه العوامل قبل البدء بمعالجات إضافية. على سبيل المثال، يمكن أن يقلد خلل وظيفة الغدة الدرقية نوبة الاكتئاب الكبير، أو تقلد نوبة هبوط السكر (انخفاض السكر في الدم) نوبة الذهان.
في حين تُستخدم العلاجات الدوائية لمعالجة العديد من الاضطرابات العقلية، تُستخدم العلاجات الحيوية اللادوائية الأخرى أيضًا، والتي تتراوح من تغييرات في النظام الغذائي وممارسة التمارين الرياضية إلى التحفيز المغناطيسي للدماغ والعلاج بالتخليج الكهربائي. غالبًا ما تستخدم أنواع العلاجات غير الحيوية مثل العلاج المعرفي والعلاج السلوكي والعلاج النفسي الديناميكي مع العلاجات الحيوية. تُستخدم النماذج النفسية والاجتماعية للمرض العقلي على نطاق واسع، وتلعب العوامل النفسية والاجتماعية دورًا كبيرًا في الاضطرابات العقلية، حتى تلك التي لها أساس عضوي مثل الفصام.

## العملية التشخيصية
التشخيص الصحيح ضروري لاضطرابات الصحة العقلية، وإلا فقد تسوء الحالة، مما يؤدي إلى تأثير سلبي على كل من المريض ونظام الرعاية الصحية. هناك مشكلة أخرى في التشخيص الخاطئ وهي أن علاج حالة ما قد يفاقم الحالات الأخرى. في حالات أخرى، يمكن أن تكون اضطرابات الصحة العقلية الواضحة تأثيرًا جانبيًا لمشكلة حيوية خطيرة مثل الارتجاج أو ورم الدماغ أو خلل هرموني، والذي قد يتطلب التداخل الطبي أو الجراحي.

## أمثلة على العلاجات الحيوية
- اضطراب العاطفة الموسمي: العلاج بالضوء، مثبطات قبط السيروتونين الانتقائية (مثل الفلوكسيتين والباروكسيتين).
- الاكتئاب السريري: مثبطات قبط السيروتونين الانتقائية، مثبطات قبط السيروتونين-نورإبينفرين (فينلافاكسين)، مثبطات قبط الدوبامين (البوبروبيون)، مضادات الاكتئاب ثلاثية الحلقة، مثبطات أكسيداز أحادي الأمين، المعالجة بالتخليج الكهربائي، التحفيز المغناطيسي للدماغ، زيت السمك، المعالجة بنبتة العرن المثقوب.
- اضطراب ثنائي القطب: كربونات الليثيوم، مضادات الذهان (مثل الأونلازابين أو كيتيابين)، مضادات الاختلاج (مثل الفالبرويك أسيد، لاموتريجين وتوبيرامات).
- الفصام: مضادات الذهان مثل هالوبيريدول، كلوزابين، أولانزابين، ريسبيريدون وكيتيابين.
- اضطراب القلق المعمم: مثبطات قبط السيروتونين الانتقائية، البنزوديازيبينات، بوسبيرون.
- الوسواس القهري: مضادات الاكتئاب ثلاثية الحلقة، مثبطات قبط السيروتونين الانتقائية.
- اضطراب فرط الحركة ونقص الانتباه: الكلونيدين، ديكستروأمفيتامين، الميثامفيتامين والميثيلفينيديت.